# Estampie
Estampie (по названию средневекового танца эстампи) — немецкий музыкальный ансамбль, основанный в Мюнхене в 1985 году Зигрид Хаузен, Михаэлем Поппом и Эрнстом Швиндлем. Изначально «Estampie» исполняли аутентичную средневековую европейскую музыку, затем (начиная с альбома «Ludus Danielis — Ein mittelalterliches Mysterienspiel») в их творчестве появились вкрапления поп-музыки, эмбиента, минимализма.

## Музыканты
- Зигрид Хаузен (Sigrid Hausen)
- Михаэль Попп (Michael Popp)
- Эрнст Швиндль (Ernst Schwindl)
- Саша Готовщиков (Sascha Gotowtschikow)
- Томас Цёллер (Thomas Zöller)
- Уте Рек (Ute Rek)
- Кас Геверс (Cas Gevers)

## Дискография

### Альбомы
- 1990 — A chantar — Lieder der Frauenminne
- 1991 — Ave maris stella — Marienverehrung im Mittelalter
- 1996 — Ludus Danielis — Ein mittelalterliches Mysterienspiel
- 1996 — Crusaders — Lieder der Kreuzritter (1996)
- 1998 — Materia Mystica — Eine Hommage an Hildegard von Bingen (1998)
- 2000 — Ondas — Musik von Troubadours und Flagellanten (2000)
- 2002 — Fin Amor — Musik zwischen Liebe, Sehnsucht, Leidenschaft und dem rauen Nordwind (2002)
- 2004 — Signum — Zeit und Vergänglichkeit im Mittelalter (2004)
- Best of — Die Frühphase, der Aufbruch, Die Trilogie und die Ethno-Phase (1986—2006)
- 2007 — Al Andaluz — Mit L' Ham de Foc Deus et Diabolus
- 2013 — Secrets of the North
- 2016 — Amor Lontano

### DVD
- Marco Polo (2004)